# ホテルエミオン東京ベイ
ホテルエミオン東京ベイ（ホテルエミオンとうきょうベイ、英称:Hotel Emion Tokyo Bay）とは千葉県浦安市日の出にあるホテルである。東京ディズニーリゾート・パートナーホテルの一つ。パートナーホテルの中で唯一天然温泉の大浴場があるホテルでもある。

## 概要
- 所在地：千葉県浦安市
- 開業日：2005年6月27日
- 運営・経営：スターツホテル開発
- 客室数：584室（エミオンタワー380室、エミオンスクエア204室）[1]

## 客室
- エミオンタワー
  - スタンダードルーム
  - 和室
  - キッズプレジャールーム
  - デラックスルーム
  - コーナーテラスルーム
  - カジュアル4
  - カジュアル5
  - リラックステラスルーム
  - エミオンルームツイン
  - エミオンルームダブル
  - 和洋室Aタイプ
  - 和洋室Bタイプ
  - ファミリー6
  - ユニバーサルルーム
  - スカイテラスルーム
  - エミオンスイート
- エミオンスクエア
  - スクエアフォースルーム
  - スクエアコーナーフォース
  - ヒカリテラスルーム

## レストラン

### ララ イタリアーナ
イタリアンレストラン

### パームスクウェア
ブッフェレストラン
グリルレストラン

### Kai
ホテル最上階の日本料理店

### Kai's Bar
ホテル最上階のカウンターバー

## ショップ

### コンビニエンスストア
2階にコンビニエンスストアのファミリーマートが出店している。ただし24時間営業ではなく、深夜時間帯は休止する。

### ディズニーファンタジー
東京ディズニーリゾートのグッズを販売している同リゾート公式ショップがあったが、2021年2月24日をもって営業を終了した。

## 交通アクセス
- ホテルから東京ディズニーリゾート間は無料のシャトルバス「東京ディズニーリゾート・パートナーホテル・シャトル」が運行している。
- JR新浦安駅から東京ベイシティバスの3系統・11系統・16系統・17系統のいずれかで移動する方法もある。最寄りのバス停は「明海大学前」。

## 宿泊者特典
ホテルに宿泊した場合、東京ディズニーリゾートに関していくつかの特典を受けることができる。
東京ディズニーリゾート・パートナーホテル#宿泊者特典を参照のこと。

## 禁煙
館内は屋外2箇所の喫煙所を除き、客室を含めて全て禁煙である。